# Reliktsmalbi
Reliktsmalbi (Lasioglossum quadrinotatulum) är en biart som först beskrevs av Schenck 1861.  Reliktsmalbi ingår i släktet smalbin, och familjen vägbin. Inga underarter finns listade.

## Beskrivning
Reliktsmalbiet har svart grundfärg. Clypeus (munskölden) och pannan är svagt upphöjda hos honan; hanen har istället en framåtbuktade munsköld. Han kan dessutom ha en gul spets på munskölden, samt har gulbruna käkar och överläpp. Antennerna hos hanen är gula längst fram på undersidan. Vingbaserna är brunaktiga hos båda könen. De bakre skenbenen har gula markeringar, och bakfötterna är gula eller orange. På tergit 2 och 3 har biet vita hårfläckar på framkanterna. Kroppslängden är 7 till 8 mm.

## Ekologi
Arten förekommer i sandmarker som sand- och grustag, dyner samt sandhedar, där den är polylektisk, det vill säga generalist beträffande näringen; den samlar pollen från flera olika växtfamiljer. Flygperioden varierar geografiskt: I Finland flyger arten från mitten av maj till sent i augusti, medan honorna i Tyskland börjar flyga från april, medan hanarna flyger från slutet av juli till början av oktober.

### Fortplantning
Arten är solitär, men honorna kan skapa stora kolonier på över 100 bon. Arten är långlivad, men får bara en kull per år. Som alla smalbin gräver honan (eller honorna, för samhällsbildande arter) ut boet i marken, för denna art i sandig jord; bon har observerats både i nästan lodrätta slänter och i bon av backsvala. Boet förses sedan med pollen som proviant för larverna.
Det förekommer att boparasiterna glasblodbi och mellanblodbi lägger ägg i bona; i samband med det förstör honan värdägget eller den nykläckta värdlarven. De resulterade larverna lever sedan av den insamlade näringen.

## Utbredning
Arten har påträffats från Spanien, Italien och Grekland i söder till 62°N i Finland i norr. Österut går den via Polen och Ryssland till Sibirien och Bajkal.

### Utbredning i Norden
Fram till 2002 var arten okänd i Sverige; det året påträffades den på två lokaler nära Norrköping i Östergötland. Man tror dock inte att arten är nyinvandrad till Sverige, utan betraktar den som en reliktart. Arten har fram till 2020 inte påträffats på några fler lokaler. I Finland förekommer den med spridda observationer i sydöstra delarna av landet, i landskapen Södra Savolax, Södra Karelen och Nyland. Den finns dessutom i Norge.

## Status
Globalt är arten rödlistad av IUCN som nära hotad ("NT"). Som skäl anges habitatförlust genom sandtäkt, skogsplantering och byggnation.
På grund av de få fynden, och på grund av att de sandmarker där den lever riskerar att växa igen, är den rödlistad som starkt hotad ("EN") i Sverige.
Enligt Finlands artdatacenter är arten sårbar ("VU") i Finland.